# They Only Come Out At Night
"They Only Come Out At Night" és una cançó de Lordi del 2007.

## Llista de cançons
1. They Only Come Out At Night (3:35)
2. Midnight Mover (3:26)